# Tha Doggfather
Tha Doggfather è il secondo album del rapper Snoop Dogg, uscito nel 1996 sotto l'etichetta discografica Death Row Records ed è l'ultimo album in cui Snoop Dogg si presenta con l'appellativo di "Snoop Doggy Dogg".
Il titolo dell'album è un chiaro riferimento a Il padrino (The Godfather in lingua originale) e nella copertina viene usato lo stesso font della locandina del film.
L'album uscì a 3 anni di distanza da Doggystyle poiché Snoop Dogg era stato accusato di omicidio e fu occupato a preparare l'udienza durante tale periodo.
A causa dell'uscita di Dr. Dre, gran parte produttore dell'album precedente, dalla Death Row Records Snoop Dogg dovette rivolgersi a molti altri produttori tra cui Daz Dillinger e DJ Pooh.
L'album vendette oltre 2 milioni di copie negli Stati Uniti.

## Tracce
1. Intro
2. Doggfather (ft. Charlie Wilson)  (prod. da Daz Dillinger)
3. Ride 4 Me  (skit)
4. Up Jump Tha Boogie (ft. Charlie Wilson & Teena Marie)  (prod. da DJ Pooh)
5. Freestyle Conversation (prod. da Soopafly)
6. When I Grow Up  (skit)
7. Snoop Bounce (ft. Charlie Wilson)  (prod. da DJ Pooh)
8. Gold Rush (ft. Kurupt & LBC Crew)  (prod. da Arkim and Flair)
9. (Tear'Em Off) Me And My Doggz  (prod. da L.T. Hutton)
10. You Thought (ft. Too $hort & Soopafly)  (prod. da Soopafly)
11. Vapors (ft. Charlie Wilson & Teena Marie)  (prod. da DJ Pooh)
12. Groupie (ft. Tha Dogg Pound, Nate Dogg & Warren G)  (prod. da Daz Dillinger)
13. 2001  (prod. da DJ Pooh)
14. Sixx Minutes  (prod. da Arkim & Flair)
15. (O.J.) Wake Up (ft. Tray Deee)  (prod. da Snoop Dogg)
16. Snoop's Upside Ya Head (ft. Charlie Wilson)  (prod. da DJ Pooh)
17. Blueberry (ft. Tha Dogg Pound & LBC Crew  (prod. da Sam Sneed)
18. Traffic Jam (skit)
19. Doggyland  [produced by DJ Pooh]
20. Downtown Assassins (ft. Daz Dillinger & Tray Deee)  (prod. da Daz Dillinger)
21. Outro  (skit)

## Inediti
- Midnight love (ft.Daz)
- Work It Out (ft. Shaquille O'Neal & Mista Grimm)
- Dogg Collar (ft. Lady V, KV, Big Pimpin', 6'9, Twin & Bad Azz)
- Street Life (Original Version) (ft. 2Pac, Val Young & Prince Ital Joe)
- Just Watchin' (Original Version) (ft. Tha Dogg Pound & 2Pac)
- Out the Moon (ft. LBC Crew, Soopafly & 2Pac)